# 배위 결합

배위 결합을 하는 암모늄 이온

배위 결합(配位結合, 영어: coordinate covalent bond)은 두 원자가 공유 결합을 할 때 결합에 관여하는 전자가 형식적으로 한 쪽 원자에서만 제공되어 결합된 경우를 말한다. 보통의 공유 결합과 배위결합간의 차이는 인위적으로 구분된 것이지만, 서적 등에 많이 쓰인다. 또한, 결합력과 결합에 대한 설명은 다른 극성 공유 결합과 같다.
배위 결합은 루이스 염기 (전자쌍 주개)가 루이스 산 (전자쌍 받개)에게 전자쌍을 주는 것으로 형성된다. 전자쌍 받개가 음전하를 받아들일 때, 전자쌍 주개가 양전하를 받는다.

## 결합 예
고전적으로는 비공유 전자쌍을 가지고 있는 화합물이라면 공유 결합을 가질 수 있다.
- 일산화탄소 (CO)는 탄소 원자와 산소가 하나의 배위 결합과 두 개의 일반 공유 결합으로 결합 되어 있다. 그러므로, 일산화탄소에서 탄소는 전자쌍 받개이고 산소는 전자쌍 주개이다.
- 암모늄 이온 (NH4+)은 수소 이온(H+)과 질소 이온 (N3-)으로 이루어진 공유 결합으로 볼 수 있다.

## 배위 결합 화합물
배위 결합은 특히 금속 이온을 포함하는 착화합물을 설명하는 데 자주 쓰인다. 착화합물의 몇몇 루이스 염기는 루이스 산(전자쌍 받개, 금속 양이온)에게 비공유 전자쌍을 준다. 이 결합으로 생성되는 화합물을 착화합물이라고 부르고, 전자쌍 주개를 리간드라고 부른다. 이 착화합물을 더 잘 설명할 수 있는 이론은 리간드장 이론이다.
종종 산소, 황, 질소와 할로젠화 이온을 가진 많은 화학 결합물들은 리간드의 역할을 할 수 있다. 일반적인 리간드는 물(H2O)이다. 물은 금속 이온과 착화합물을 이룬다. (예를 들어 6수화 제II구리 [Cu(H2O)6]2+)
암모니아 (NH3)나 플루오린(F-), 염소 (Cl-)와 사이아노기 (CN-)같은 음이온들 또한 일반적인 리간드이다.

## 같이 보기
- 시그마 결합
- 파이 결합
- 델타 결합